# Saint-Cyr-les-Champagnes
Pour les articles homonymes, voir Saint-Cyr.
Saint-Cyr-les-Champagnes est une commune française située dans le département de la Dordogne, en région Nouvelle-Aquitaine.

## Géographie

### Généralités
Saint-Cyr-les-Champagnes est une commune du nord-est de la Dordogne. Elle est arrosée par le ruisseau des Belles-Dames.

### Communes limitrophes
Saint-Cyr-les-Champagnes est limitrophe de cinq autres communes dont trois dans le département de la Corrèze.
| Payzac       | Beyssenac (Corrèze)      |                   |
|              | Saint-Cyr-les-Champagnes | Concèze (Corrèze) |
| Saint-Mesmin |                          | Juillac (Corrèze) |

### Géologie et relief

#### Géologie
Situé sur la plaque nord du Bassin aquitain et bordé à son extrémité nord-est par une frange du Massif central, le département de la Dordogne présente une grande diversité géologique. Les terrains sont disposés en profondeur en strates régulières, témoins d'une sédimentation sur cette ancienne plate-forme marine. Le département peut ainsi être découpé sur le plan géologique en quatre gradins différenciés selon leur âge géologique. Saint-Cyr-les-Champagnes est dans le gradin extrême nord-est que constitue le dernier contrefort du Massif central, avec des roches cristallines formées au Paléozoïque, antérieurement au Carbonifère.
Les couches affleurantes sur le territoire communal sont constituées de formations superficielles du Quaternaire datant du Cénozoïque et du Paléozoïque. La formation la plus ancienne, notée ζ1-2S, se compose de gneiss quartzo-plagioclastiques à deux micas ou biotite seule et sillimanite et parfois microcline (Néoprotérozoïque à Cambrien). La formation la plus récente, notée CFp, fait partie des formations superficielles de type colluvions indifférenciées de versant, de vallon et plateaux issues d'alluvions, molasses, altérites. Le descriptif de ces couches est détaillé dans  les feuilles « no 736 - Saint-Yrieix-la-Perche » et « no 760 - Juillac » de la carte géologique au 1/50 000 de la France métropolitaine, et leurs notices associées,.

Carte géologique de Saint-Cyr-les-Champagnes.

#### Relief et paysages
Le département de la Dordogne se présente comme un vaste plateau incliné du nord-est (491 m, à la forêt de Vieillecour dans le Nontronnais, à Saint-Pierre-de-Frugie) au sud-ouest (2 m à Lamothe-Montravel). L'altitude du territoire communal varie quant à elle entre 274 mètres et 415 mètres,.
Dans le cadre de la Convention européenne du paysage entrée en vigueur en France le 1er juillet 2006, renforcée par la loi du 8 août 2016 pour la reconquête de la biodiversité, de la nature et des paysages, un atlas des paysages de la Dordogne a été élaboré sous maîtrise d’ouvrage de l’État et publié en octobre 2020. Les paysages du département s'organisent en huit unités paysagères,. La commune est dans l'unité paysagère du « Périgord limousin » qui correspond à la région naturelle du Nontronnais. Ce territoire forme un plateau collinaire aux pentes douces et sommets arasés, d’altitude moyenne autour des 300 m dont le point culminant est également celui de la Dordogne. Ce plateau cristallin est vallonné et dominé par les prairies aux horizons boisés. Il est entaillé de vallées profondes aux versants forestiers,.
La superficie cadastrale de la commune publiée par l'Insee, qui sert de référence dans toutes les statistiques, est de 15,81 km2,,. La superficie géographique, issue de la BD Topo, composante du Référentiel à grande échelle produit par l'IGN, est quant à elle de 16,15 km2.

### Hydrographie

#### Réseau hydrographique
La commune est située dans le bassin de la Dordogne au sein du Bassin Adour-Garonne. Elle est drainée par le ruisseau des Belles-Dames et le ruisseau de Porte Étoupe et par divers petits cours d'eau, qui constituent un réseau hydrographique de 21 km de longueur totale,.
Le ruisseau des Belles-Dames (également appelé ruisseau de l'Orne dans sa partie amont), d'une longueur totale de 12,81 km, prend sa source en Corrèze dans la commune de Beyssenac et se jette dans l'Auvézère en rive gauche sur la commune de Payzac, face à Savignac-Lédrier,. Il borde la commune au nord-est sur deux kilomètres et demi, face à Beyssenac.
Autre affluent de rive gauche de l'Auvézère, le ruisseau de Porte Étoupe prend sa source près du lieu-dit Maison Neuve, dans le sud-ouest de la commune, qu'il arrose sur 600 mètres en deux tronçons, dont 400 mètres en limite de Saint-Mesmin.

Réseaux hydrographique et routier de Saint-Cyr-les-Champagnes.
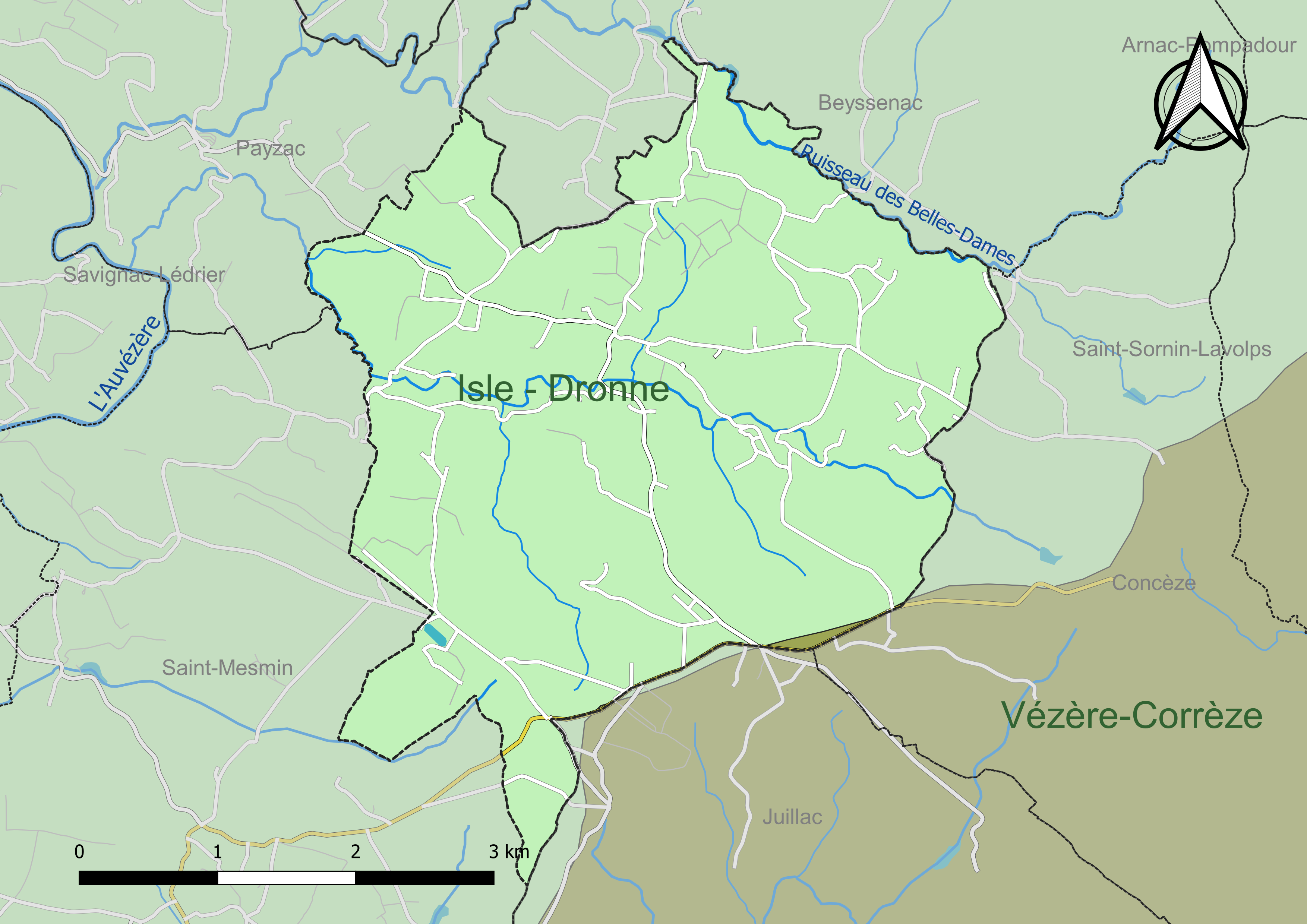
Carte des schémas d'aménagement et de gestion des eaux (SAGE) couvrant le territoire communal de Saint-Cyr-les-Champagnes.

#### Gestion et qualité des eaux
Le territoire communal est couvert par les schémas d'aménagement et de gestion des eaux (SAGE) « Isle - Dronne » et « Vézère-Corrèze ». Le SAGE « Isle - Dronne », dont le territoire regroupe les bassins versants de l'Isle et de la Dronne, d'une superficie de 7 500 km2, a été approuvé le 2 août 2021. La structure porteuse de l'élaboration et de la mise en œuvre est l'établissement public territorial de bassin de la Dordogne (EPIDOR). Le SAGE « Vézère-Corrèze », dont le territoire regroupe les bassins versants de la Vézère et de la Corrèze, d'une superficie de 3 730 km2 est en cours d'élaboration. La structure porteuse de l'élaboration et de la mise en œuvre est le conseil départemental de la Corrèze. Ils définissent chacun sur leur territoire les objectifs généraux d’utilisation, de mise en valeur et de protection quantitative et qualitative des ressources en eau superficielle et souterraine, en respect des objectifs de qualité définis dans le troisième SDAGE  du Bassin Adour-Garonne qui couvre la période 2022-2027, approuvé le 10 mars 2022.
La quasi-totalité du territoire communal dépend du SAGE Isle - Dronne. Seule une infime portion au sud-est, limitrophe de Concèze et de Juillac, est rattachée au SAGE Vézère-Corrèze.
La qualité des eaux de baignade et des cours d’eau peut être consultée sur un site dédié géré par les agences de l’eau et l’Agence française pour la biodiversité.

### Climat
Pour des articles plus généraux, voir Climat de la Nouvelle-Aquitaine et Climat de la Dordogne.
Historiquement, la commune est exposée à un climat océanique aquitain.  
En 2020, Météo-France publie une typologie des climats de la France métropolitaine dans laquelle la commune est exposée à un climat océanique altéré et est dans la région climatique  Ouest et nord-ouest du Massif Central, caractérisée par une pluviométrie annuelle de 900 à 1 500 mm, maximale en automne et en hiver.
Pour la période 1971-2000, la température annuelle moyenne est de 11,5 °C, avec  une amplitude thermique annuelle de 14,9 °C. Le cumul annuel moyen de précipitations est de 1 090 mm, avec 12,9 jours de précipitations en janvier et 7,8 jours en juillet. Pour la période 1991-2020, la température moyenne annuelle observée sur la station météorologique la plus proche, située sur la commune de Lubersac à 11 km à vol d'oiseau, est de 11,7 °C et le cumul annuel moyen de précipitations est de 1 130,6 mm,. Pour l'avenir, les paramètres climatiques de la commune estimés pour 2050 selon différents scénarios d’émission de gaz à effet de serre sont consultables sur un site dédié publié par Météo-France en novembre 2022.

## Urbanisme

### Typologie
Au 1er janvier 2024, Saint-Cyr-les-Champagnes est catégorisée commune rurale à habitat très dispersé, selon la nouvelle grille communale de densité à 7 niveaux définie par l'Insee en 2022.
Elle est située hors unité urbaine et hors attraction des villes,.

### Occupation des sols
L'occupation des sols de la commune, telle qu'elle ressort de la base de données européenne d’occupation biophysique des sols Corine Land Cover (CLC), est marquée par l'importance des territoires agricoles (90,5 % en 2018), en diminution par rapport à 1990 (91,8 %). La répartition détaillée en 2018 est la suivante : 
zones agricoles hétérogènes (62,4 %), prairies (14,6 %), cultures permanentes (13,5 %), forêts (9,5 %). L'évolution de l’occupation des sols de la commune et de ses infrastructures peut être observée sur les différentes représentations cartographiques du territoire : la carte de Cassini (XVIIIe siècle), la carte d'état-major (1820-1866) et les cartes ou photos aériennes de l'IGN pour la période actuelle (1950 à aujourd'hui).

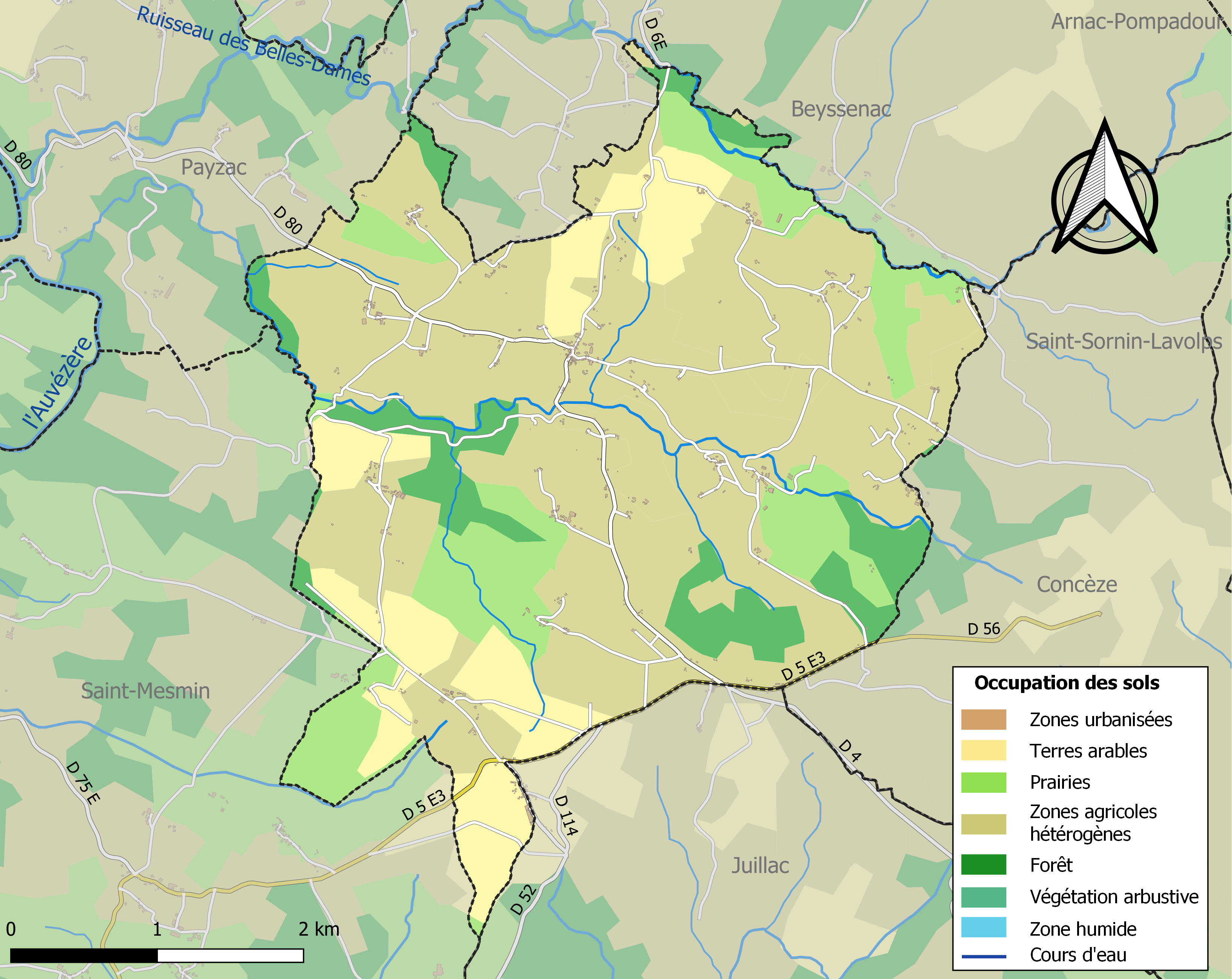
Carte des infrastructures et de l'occupation des sols de la commune en 2018 (CLC).

### Prévention des risques
Le territoire de la commune de Saint-Cyr-les-Champagnes est vulnérable à différents aléas naturels : météorologiques (tempête, orage, neige, grand froid, canicule ou sécheresse), feux de forêts et séisme (sismicité très faible). Il est également exposé à un risque particulier : le risque de radon. Un site publié par le BRGM permet d'évaluer simplement et rapidement les risques d'un bien localisé soit par son adresse soit par le numéro de sa parcelle.

#### Risques naturels
Saint-Cyr-les-Champagnes est exposée au risque de feu de forêt. L’arrêté préfectoral du 14 mars 2013 fixe les conditions de pratique des incinérations et de brûlage dans un objectif de réduire le risque de départs d’incendie. À ce titre, des périodes sont déterminées : interdiction totale du 15 février au 15 mai et du 15 juin au 15 octobre, utilisation réglementée du 16 mai au 14 juin et du 16 octobre au 14 février. En septembre 2020, un plan inter-départemental de protection des forêts contre les incendies (PidPFCI) a été adopté pour la période 2019-2029,.

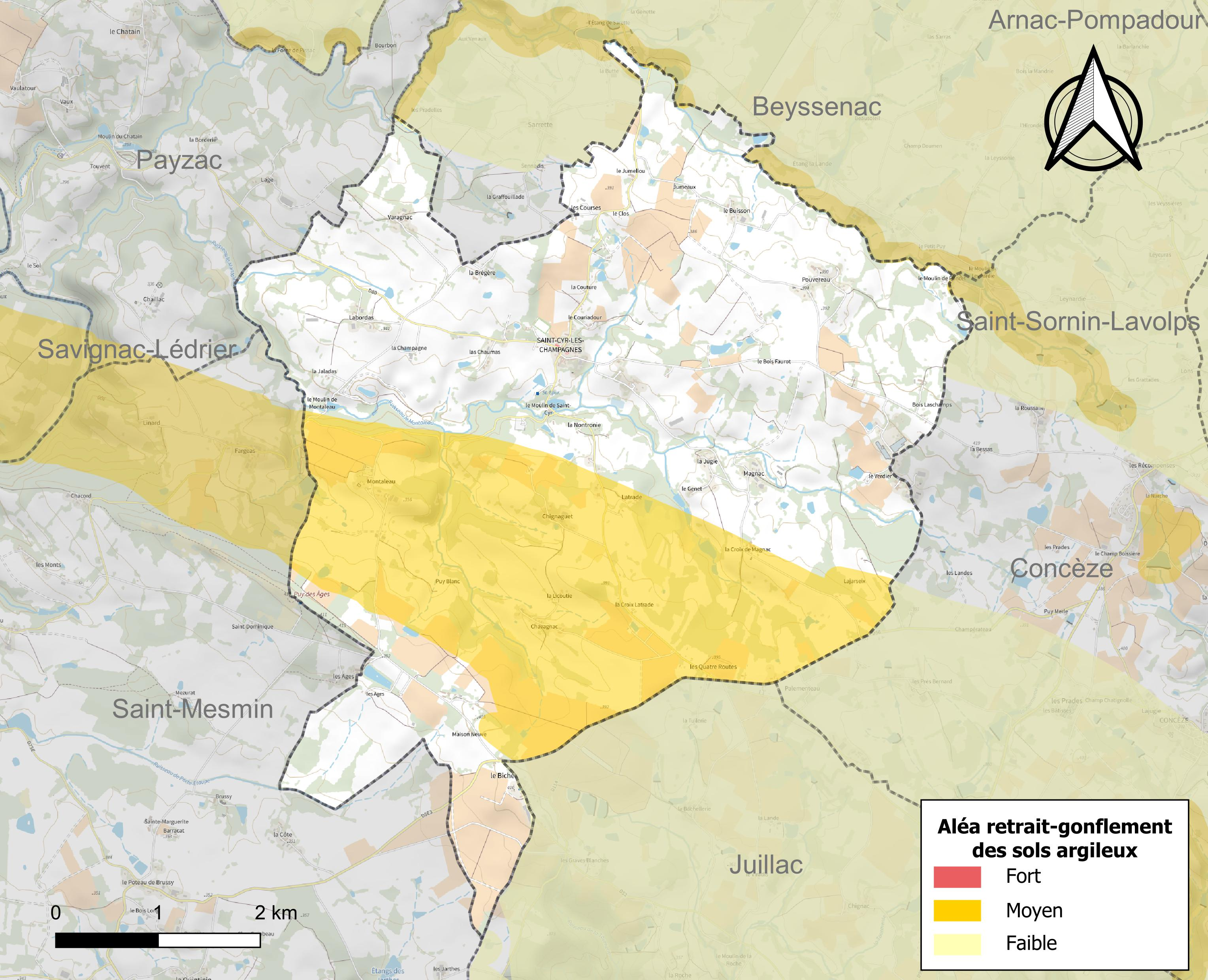
Carte des zones d'aléa retrait-gonflement des sols argileux de Saint-Cyr-les-Champagnes.

Le retrait-gonflement des sols argileux est susceptible d'engendrer des dommages importants aux bâtiments en cas d’alternance de périodes de sécheresse et de pluie. 32,2 % de la superficie communale est en aléa moyen ou fort (58,6 % au niveau départemental et 48,5 % au niveau national métropolitain). Depuis le 1er octobre 2020, en application de la loi ÉLAN, différentes contraintes s'imposent aux vendeurs, maîtres d'ouvrages ou constructeurs de biens situés dans une zone classée en aléa moyen ou fort,.
La commune a été reconnue en état de catastrophe naturelle au titre des dommages causés par les inondations et coulées de boue survenues en 1982 et 1999 et par des mouvements de terrain en 1999.

#### Risque particulier
Dans plusieurs parties du territoire national, le radon, accumulé dans certains logements ou autres locaux, peut constituer une source significative d’exposition de la population aux rayonnements ionisants. Selon la classification de 2018, la commune de Saint-Cyr-les-Champagnes est classée en zone 2, à savoir zone à potentiel radon faible mais sur lesquelles des facteurs géologiques particuliers peuvent faciliter le transfert du radon vers les bâtiments.

## Toponymie
La commune doit pour partie son nom à saint Cyr, jeune martyr chrétien du IVe siècle, fils de sainte Julitte.
En occitan, la commune porte le nom de Sent Circ las Champanhas.

## Histoire
La première mention connue de Saint-Cyr-les-Champagnes remonte aux alentours de 1315, sous la forme latine Sanctus Ciricus de Campagnia.
Au Moyen Âge, le village fait partie de la vicomté de Limoges, laquelle sera érigée en marquisat par Charles IX en mars 1561. Saint-Cyr est à ce titre cité dans l'acte de création du marquisat de Limoges.
Pendant la Révolution, une lettre circulaire du 16 août 1789 du comité permanent de la ville d'Uzerche - dont dépendait alors Saint-Cyr -, destinée aux curés de la sénéchaussée d'Uzerche, rapporte que le village, comme beaucoup d'autres dans la région, a été touché par la Grande Peur : « le vicaire de Saint-Cyr-les-Champagnes avait couru à Lubersac portant la nouvelle que dans son bourg hommes et femmes avaient pris la fuite, qu'on brûlait toutes les maisons et tuait tout le monde, mais il a été avéré qu'on n'avait pas vu un seul brigand ou ennemi à Saint-Cyr-les-Champagnes ».
Lors de la création des départements français en 1790, la commune a d'abord brièvement fait partie de la Corrèze avant d'être rattachée en 1793, ainsi que neuf autres communes, à la Dordogne.
L'église de Saint-Cyr-les-Champagnes fit partie du diocèse de Limoges jusqu'au Concordat de 1801.
Des incidents entre la municipalité et le curé de Saint-Cyr-les-Champagnes sont rapportés par le journal L'ami de la religion en 1835.

## Politique et administration

### Rattachements administratifs
La commune de Saint-Cyr-les-Champagnes a, dès 1790, fait partie du département de la Corrèze.
En 1793, elle est rattachée au canton de Paizac qui dépend du district d'Excideuil dans le département de la Dordogne jusqu'en 1795, date de suppression des districts. Lorsque ce canton est supprimé par la loi du 8 pluviôse an IX (28 janvier 1801) portant sur la « réduction du nombre de justices de paix », la commune est rattachée au canton de Lanouaille nouvellement créé et dépendant de l'arrondissement de Nontron.

### Intercommunalité
Fin 2000, Saint-Cyr-les-Champagnes intègre dès sa création la communauté de communes Auvézère Loue qui prend le nom de communauté de communes du Pays de Lanouaille en 2003. Celle-ci, agrandie en 2017, prend le nom de communauté de communes Isle-Loue-Auvézère en Périgord.

### Administration municipale
La population de la commune étant comprise entre 100 et 499 habitants au recensement de 2017, onze conseillers municipaux ont été élus en 2020,.

### Liste des maires
| Période                                  | Période   | Identité          | Étiquette     | Qualité     |
| ---------------------------------------- | --------- | ----------------- | ------------- | ----------- |
| Les données manquantes sont à compléter. |           |                   |               |             |
|                                          |           |                   |               |             |
| 1962                                     | 1990      | Jean Pierrefitte  | PCF           | Instituteur |
| 1990                                     | mars 2008 | Daniel Pichon     | Apparenté PCF |             |
| mars 2008 (réélu en mai 2020)            | En cours  | Alain Pierrefitte | SE            | Retraité    |

### Politique environnementale
Dans son palmarès 2024, le Conseil national de villes et villages fleuris de France a attribué deux fleurs à la commune.

## Équipements et services publics

### Eau
En 2024, la commune dépend du Syndicat intercommunal d'alimentation en eau potable (SIAEP) du Nord Est Périgord.

### Justice
Dans le domaine judiciaire, Saint-Cyr-les-Champagnes relève : 
- du tribunal judiciaire, du tribunal pour enfants, du conseil de prud'hommes et du tribunal de commerce de Périgueux ;
- du pôle Nationalité du tribunal judiciaire de Périgueux (compétent uniquement dans le domaine de la nationalité) ;
- de la cour d'appel, du tribunal administratif et de la  cour administrative d'appel de Bordeaux.

## Population et société

### Démographie
Les habitants de Saint-Cyr-les-Champagnes se nomment les Saint-Cyriens.
L'évolution du nombre d'habitants est connue à travers les recensements de la population effectués dans la commune depuis 1793. Pour les communes de moins de 10 000 habitants, une enquête de recensement portant sur toute la population est réalisée tous les cinq ans, les populations de référence des années intermédiaires étant quant à elles estimées par interpolation ou extrapolation. Pour la commune, le premier recensement exhaustif entrant dans le cadre du nouveau dispositif a été réalisé en 2006.

En 2022, la commune comptait 302 habitants, en évolution de +22,27 % par rapport à 2016 (Dordogne : +0,37 %, France hors Mayotte : +2,11 %).
| 1793 | 1800 | 1806 | 1821 | 1831 | 1836 | 1841 | 1846 | 1851 |
| ---- | ---- | ---- | ---- | ---- | ---- | ---- | ---- | ---- |
| 642  | 584  | 524  | 687  | 672  | 749  | 793  | 807  | 836  |

| 1856 | 1861 | 1866 | 1872 | 1876 | 1881 | 1886 | 1891 | 1896 |
| ---- | ---- | ---- | ---- | ---- | ---- | ---- | ---- | ---- |
| 810  | 730  | 766  | 750  | 800  | 850  | 893  | 896  | 855  |

| 1901 | 1906 | 1911 | 1921 | 1926 | 1931 | 1936 | 1946 | 1954 |
| ---- | ---- | ---- | ---- | ---- | ---- | ---- | ---- | ---- |
| 832  | 877  | 834  | 778  | 751  | 681  | 676  | 614  | 557  |

| 1962 | 1968 | 1975 | 1982 | 1990 | 1999 | 2006 | 2011 | 2016 |
| ---- | ---- | ---- | ---- | ---- | ---- | ---- | ---- | ---- |
| 519  | 457  | 380  | 339  | 313  | 295  | 276  | 282  | 247  |

| 2021 | 2022 | - | - | - | - | - | - | - |
| ---- | ---- | - | - | - | - | - | - | - |
| 280  | 302  | - | - | - | - | - | - | - |

### Manifestations culturelles et festivités
Au printemps, concours de labour par des vieux tracteurs ou des mécaniques anciennes (29e édition en mai 2024).

### Sports et loisirs
En avril, la Rando des fours propose cinq parcours de randonnées de 9 à 21 km (12e édition en 2025).

## Économie

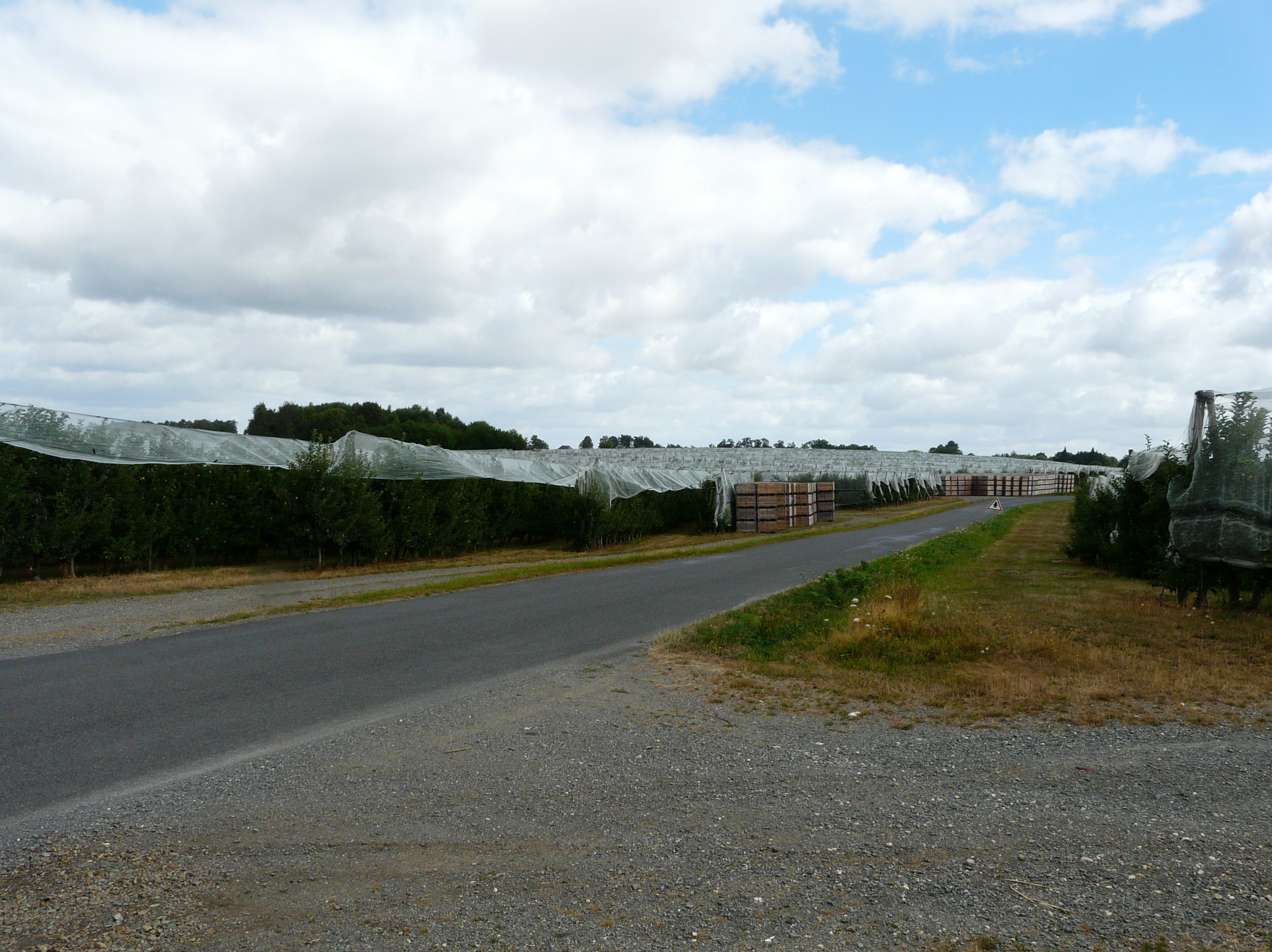
Plantation de pommiers en limites de Saint-Cyr-les-Champagnes (à gauche) et Juillac (à droite).

### Emploi
En 2015, parmi la population communale comprise entre 15 et 64 ans, les actifs représentent 97 personnes, soit 37,7 % de la population municipale. Le nombre de chômeurs (trois) a diminué par rapport à 2010 (cinq) et le taux de chômage de cette population active s'établit à 3,2 %.

### Établissements
Au 31 décembre 2015, la commune compte trente-neuf établissements, dont vingt dans l'agriculture, la sylviculture ou la pêche, dix au niveau des commerces, transports ou services, cinq dans l'industrie, trois dans la construction, et un relatif au secteur administratif.

## Culture locale et patrimoine

### Lieux et monuments
- Église Saint-Cyr-et-Sainte-Juliette, romane des XIe et XIIe siècles, inscrite aux monuments historiques depuis 1970[65]. Le site de l'église et de ses abords est inscrit[66] depuis 1944. L'église honore saint Cyr et sa mère sainte Julitte, martyrs chrétiens du IVe siècle.
- Comme dans d'autres communes voisines, des épis de faîtage décoratifs ornent le toit des maisons.
- Le puy des Ages, arête rocheuse à cheval sur les communes de Saint-Cyr-les-Champagnes et de Saint-Mesmin, domine les plateaux alentour[67]. Couvert de landes à bruyères, il culmine à 415 mètres d'altitude. Sur le site, la chapelle Notre-Dame de Partout a été construite à l'initiative de l'abbé Galice, curé de Payzac, après un incendie de la lande en 1956. Une croix de bois cerclée a été élevée à côté de la chapelle. Une table d'orientation soulignant le tracé de l'Auvézère a été édifiée au puy des Ages en 1993[68].
- Le château d'eau haut de 30 mètres situé au point le plus élevé du Puy des Ages est, depuis avril 2014, décoré sur ses deux faces par un visuel représentant deux espèces de bruyère, la flore principale du site, création de l'artiste Frédéric Gracia[69].

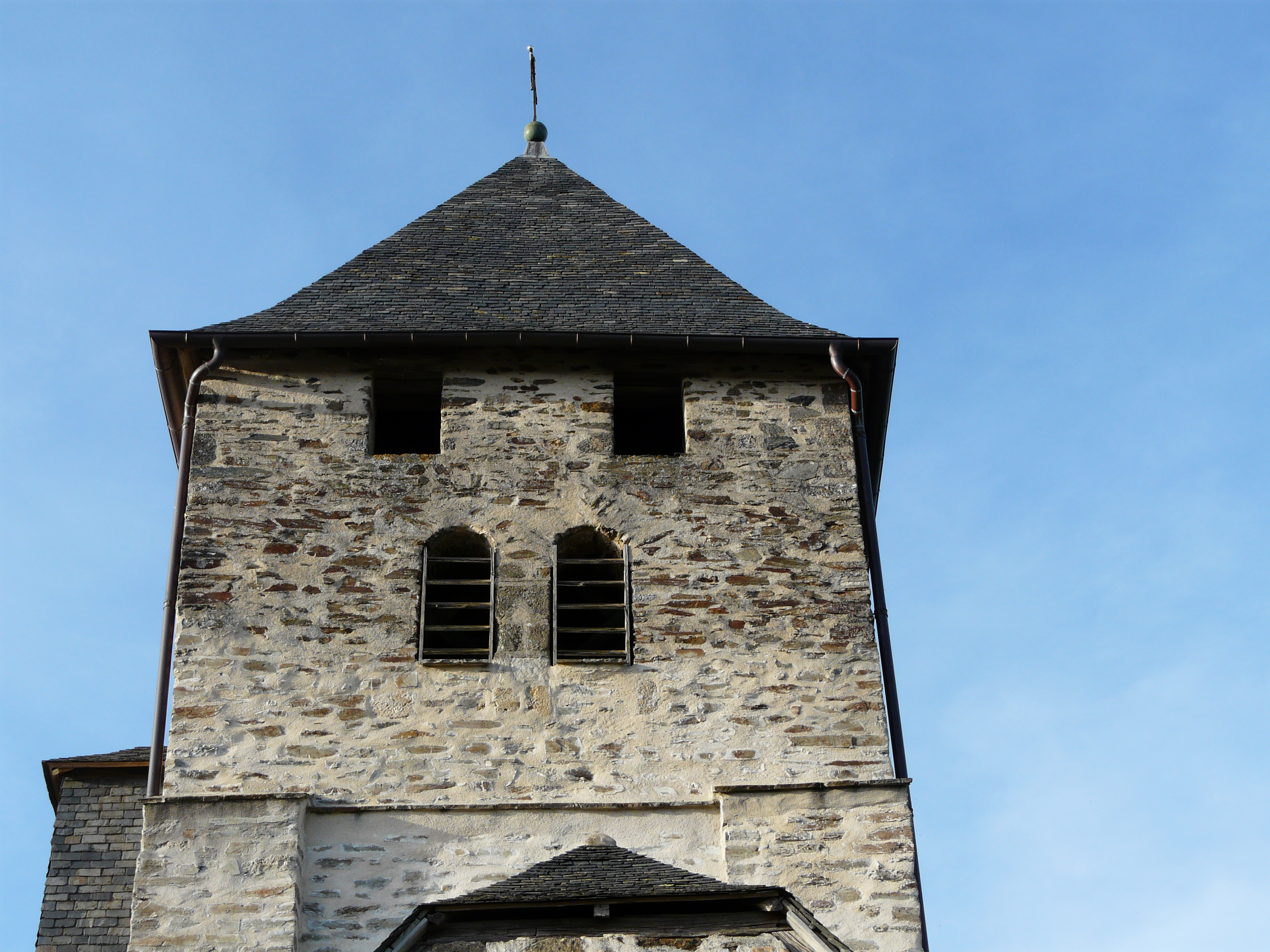
Le clocher de l'église.
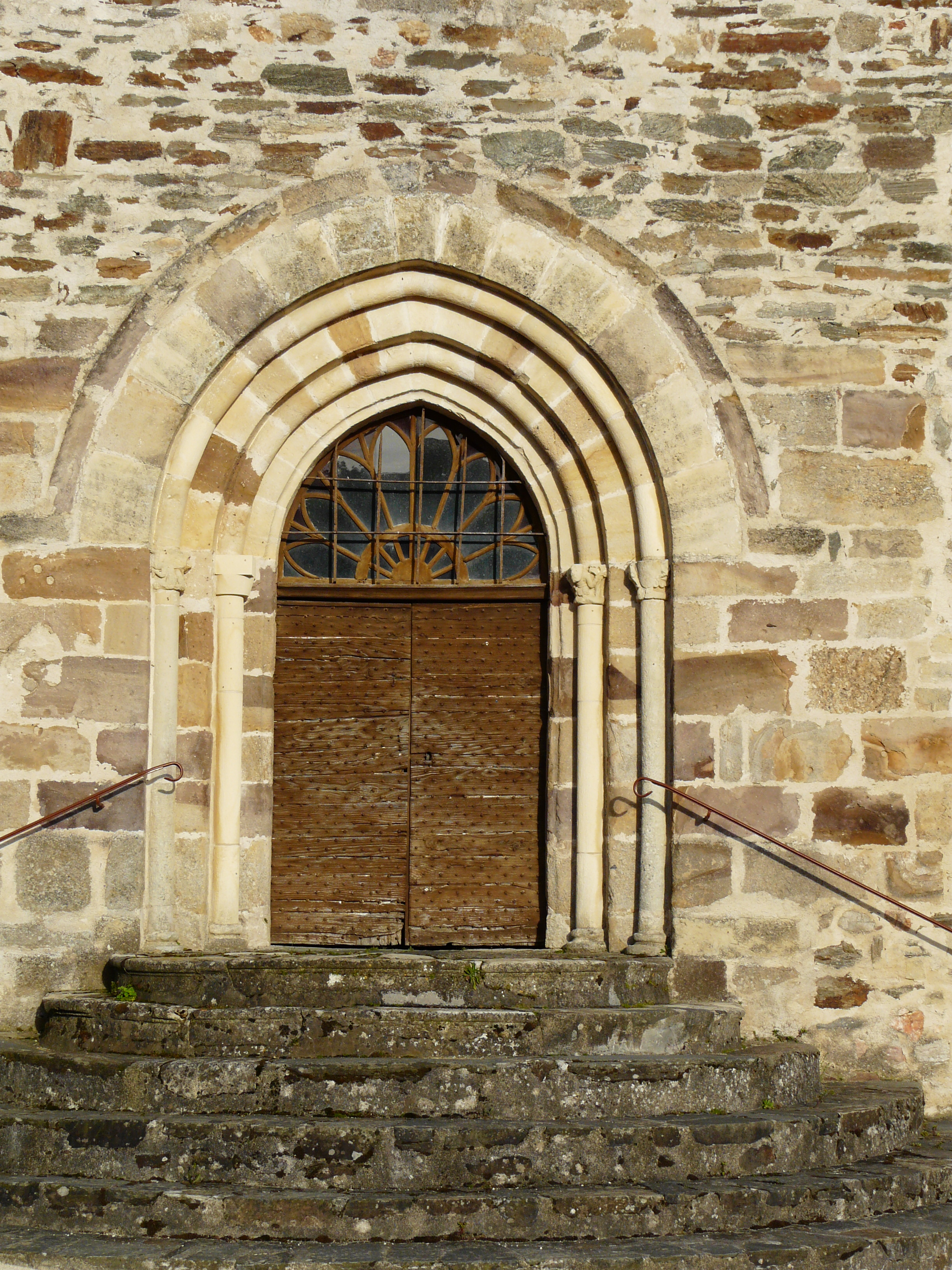
Le portail de l'église.
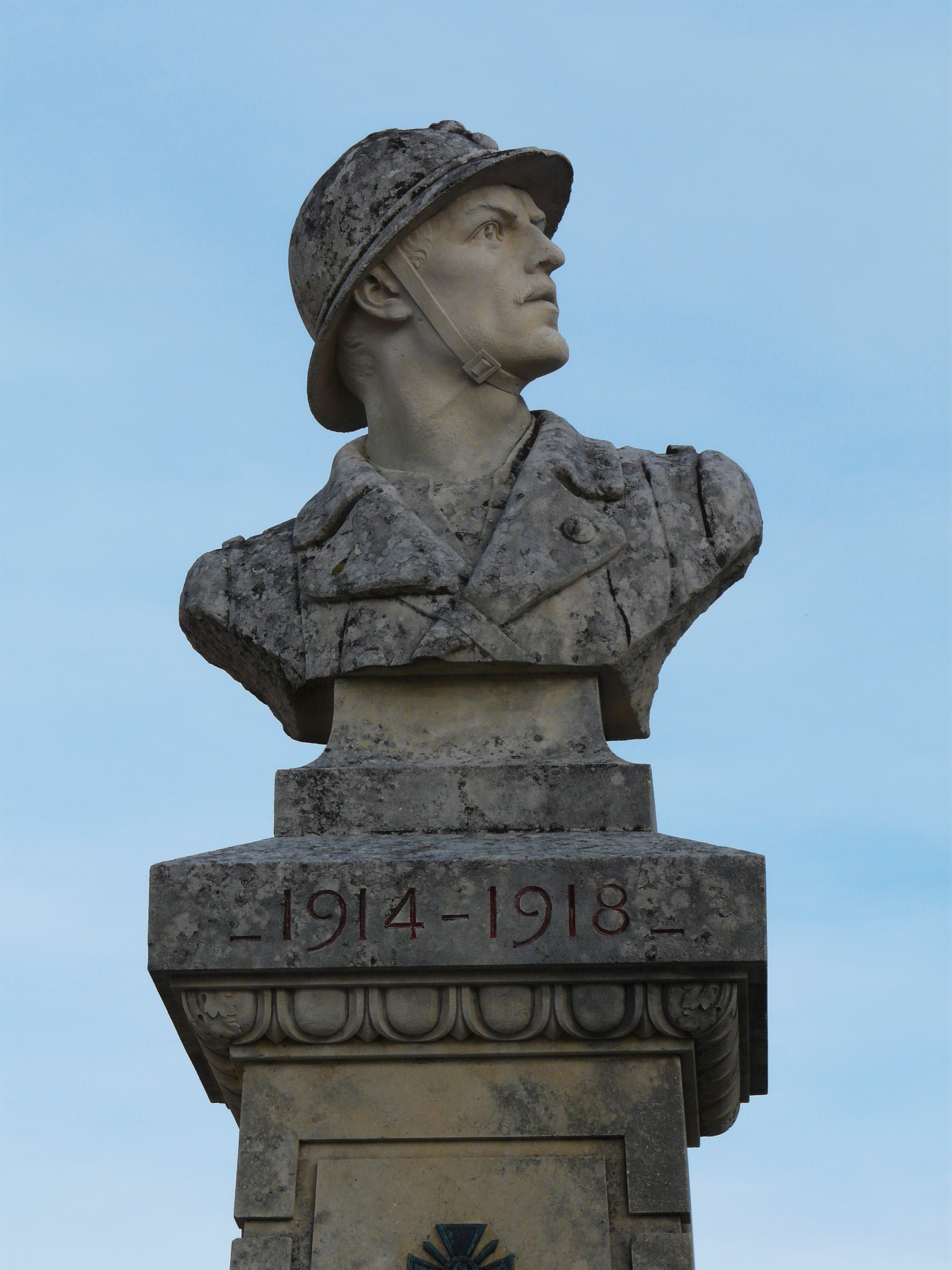
Détail du monument aux morts.
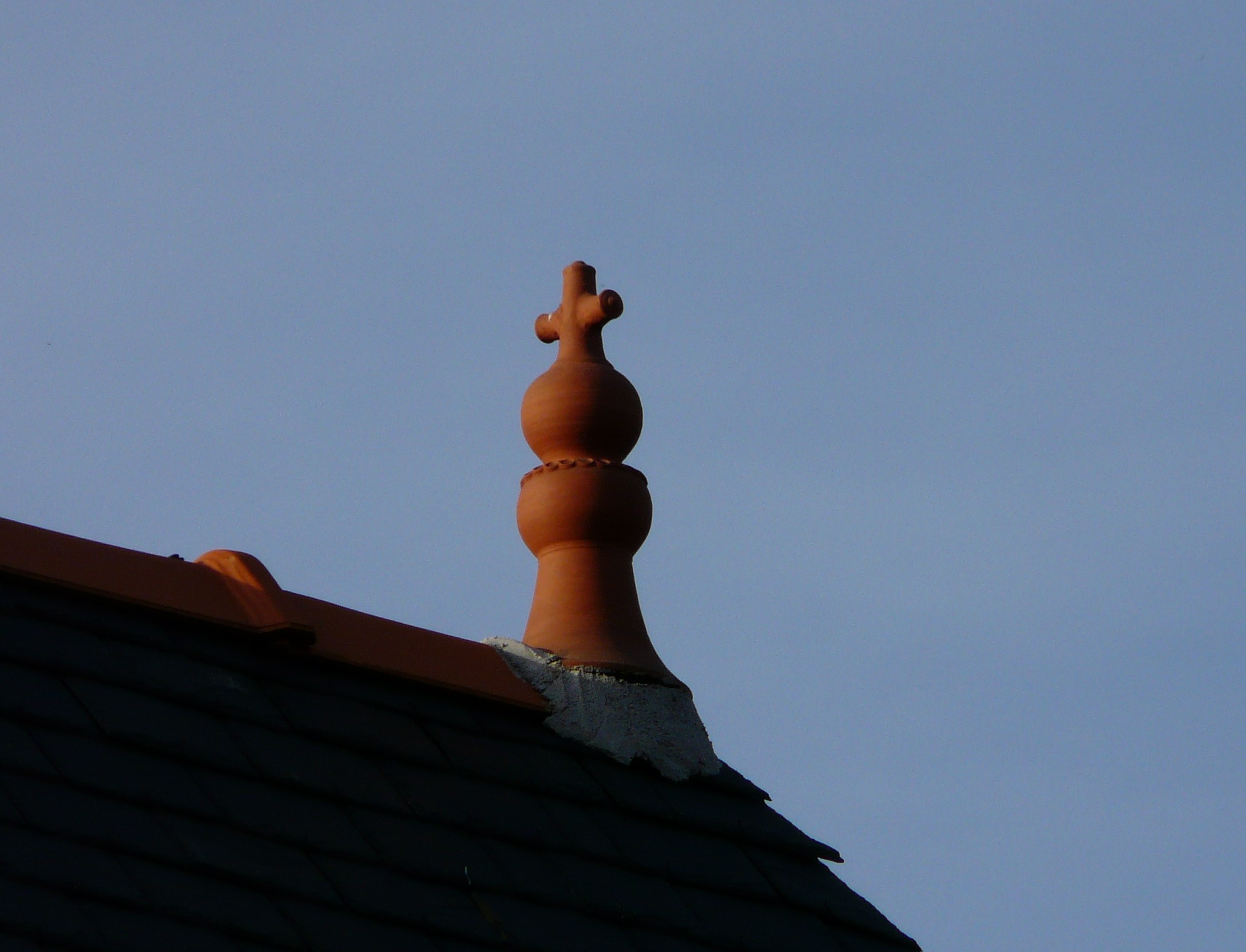
Un épi de faîtage.

### Héraldique
| Blason de Saint-Cyr-les-Champagnes | Blason  | Coupé: au 1er écartelé aux I et IV de gueules au lion d'or, aux II et III d'argent plain, au 2e d'or au sanglier d'azur. |
| Blason de Saint-Cyr-les-Champagnes | Détails | Le statut officiel du blason reste à déterminer.                                                                         |

## Pour approfondir